# III. Ferdinánd magyar király
III. Ferdinánd (Graz, Ausztria, 1608. július 13. – Bécs, Ausztria, 1657. április 2.), Habsburg-házból való német-római császár, Magyarország és Csehország királya, valamint Ausztria uralkodó főhercege 1637-től 1657-ben bekövetkezett haláláig. II. Ferdinánd császár fiaként 1634-től volt a császári csapatok főparancsnoka a harmincéves háború alatt, majd az azt lezáró 1648-as vesztfáliai békét már ő kötötte uralkodóként.
Ferdinánd a háború utolsó évtizedeiben került trónra. Szakítani akart apja politikájával, hogy békét köthessen a háború mielőbbi lezárása érdekében. A vesztfáliai békét követően a Német-római Birodalom és így Ferdinánd császári címe ugyan formálisan megmaradt, ám egységesen működő államként és szuverén hatalommal bíró uralkodóként megszűnt létezni. Ennek ellenére a császár meg tudta erősítani befolyását és felszámolta a rendiséget – megágyazva az abszolutizmus kiépülésének – Csehországban és az osztrák örökös tartományokban.
III. Ferdinánd császár személyével keveset foglalkozik a történettudomány. Nevét inkább csak apjával együtt említik, mint a két teljesen eltérő külsejű, személyiségű és politikát folytató Ferdinándok, akik a Német-római Birodalmat vezették a harmincéves háború alatt. Elsőszülött fia, Ferdinánd betegség általi halálát követően a császár mély melankóliába esett. Élete utolsó éveiben harmadik felesége, Mantovai Eleonóra által felerősített itáliai kultúrának hódolt. Ferdinánd volt az első a Habsburg-ház monarchái közül, aki egyben zeneszerző is volt. A császár végül 1657-ben, negyvennyolc éves korában hunyt el. Trónján második felnőttkort megélt fia követte I. Lipót néven.

## Útja a koronáig
1608. július 13-án Grazban született II. Ferdinánd német–római császár, magyar és cseh király, és Mária Anna bajor hercegnő (1574–1616) harmadszülött fiaként. Heten voltak testvérek, de a két bátyja korai halála után ő lett a trónörökös.
Ferdinánd szinte mindenben, külsőleg és belsőleg egyaránt különbözött apjától. Magas termetű, de vékony testalkatú volt, fekete haja és sötét, rendkívüli kifejezőerejű szemei éles kontrasztban álltak sápadt arcával. Gyermekként igen törékeny, sőt gyenge volt, ami miatt rendszeres testedzéssel kellett testét erősíteni. Hadtudományokra udvarmestere, Thun lovag tanította; a vallási és gazdasági ismereteket természetesen apja lelki vezetőitől, a jezsuitáktól sajátította el, akiket egyébként meglepő módon nem kedvelt. Ennek ellenére ő is az ellenreformáció híve volt, de II. Ferdinándnál jóval kompromisszumkészebbnek mutatkozott. Apja jól felkészítette az uralkodásra, mivel III. Ferdinánd kiválóan képzett volt a földrajzban, történelemben, diplomáciában és államtudományban. Emellett tehetséges zeneszerző és költő is volt. Róla írták azt, hogy „jogarát a kard és a lant fogta közre”. Apja már fiatalon bevonta az államügyek intézésébe, ő rejtjelezte a jelentéseket.
1625. december 8-án Pázmány Péter esztergomi érsek a soproni ferences templomban („Kecske-templom”) Magyarország királyává koronázta (Pozsonyban pestisjárvány volt), 1627. november 27-én pedig a cseh trónt is elfoglalhatta. Az 1630. évi birodalmi gyűlésen nem szavazták meg trónutódlását, csak 1636 decemberében, két hónappal apja halála előtt koronázták német–római királlyá.
1634-ben apja őt nevezte ki a császári seregek főparancsnokává, mivel a korábbi sikeres hadvezért, Wallenstein tábornagyot II. Ferdinánd a személye ellen szőtt összeesküvés ürügyén kivégeztette. A harmincéves háborúban megismerkedett a katonai élettel, hadseregszervezési tapasztalatokat szerzett. Részese volt Donauwörth és Regensburg elfoglalásának (1634 májusában), a svédek felett aratott nördlingeni győzelemnek (1634 szeptemberében), és sikerült kiszorítania a svéd csapatokat Dél-Németországból.

## Császár és király
1637. február 15-én elhunyt apja, s ő a hadvezetést a kormányzati munkával cserélte fel. A fiatal császár békét akart, ennek ellenére a harcok folytatódtak, mivel a franciák és a svédek érdekeit továbbra sem vették figyelembe. A háború politikai-szövetségesi szálai egyébiránt teljesen összefonódtak, hiszen már nem az volt lényeges, ki a katolikus, ki a protestáns, hanem a Német–római Birodalom léte forgott kockán. A franciáknak a svédek mellett sikerült megnyerniük szövetségesnek az erdélyi fejedelmet, I. Rákóczi Györgyöt, aki 1643-ban a protestáns vallásszabadság védelme okán kapcsolódott be a harmincéves háborúba a svéd–francia szövetség oldalán. A császár a törökkel 1640-ben 22 évre meghosszabbította a békét. Ezzel egyidejűleg megtiltotta a magyar főurak portyázásait a törökök ellen, hogy ne veszélyeztessék a békét.

## Magyar belpolitikája
I. Rákóczi György erdélyi fejedelem, a svédek szövetségeseként, 1644-ben támadást intézett ellene. Az erdélyi csapatok feldúlták Észak-Magyarországot, elfoglalták Kassát, majd 1645 márciusában Morvaországban egyesültek a svédekkel. Rákóczi azonban a hadjáratban való részvételt valójában csak pozíciójának megerősítésére akarta felhasználni, ezért Linzben 1645 végén békét kötött Ferdinánddal. A linzi béke a Bethlen Gábor kötötte 1621-es nikolsburgi békéhez volt hasonlatos: Rákóczi élete végéig megkapta a hét felső-magyarországi vármegyét (melyek közül Szabolcs és Szatmár vármegyéket életükre még fiai is örökölhették), valamint még négy – köztük a tokaji – várat. Emellett a béke garantálta a királyi Magyarországon is a szabad vallásgyakorlatot, leállították a templomfoglalásokat, és megegyeztek abban is, hogy a vallási sérelmeket az országgyűlés elé viszik, melyet Ferdinándnak három hónapon belül össze kellett hívnia. Rákóczi cserébe felbontotta a franciákkal és svédekkel kötött szövetséget, seregével kivonult Ferdinánd országrészéről, s nem avatkozott többé a Magyar Királyság ügyeibe. A magyarság a nikolsburgi, majd a linzi békével pozíciót nyert.

## A vesztfáliai béke

III. Ferdinánd

A nagy európai háború azonban még nem ért véget, s a franciak és a svédek minden fronton a spanyol és az osztrák Habsburgok fölé kerekedtek, azonban a hátországok mindkét táborban megelégelték az elhúzódó és igen költséges háborút. A harmincéves háborút lezáró vesztfáliai békeszerződések megkötésére 1648 októberében került sor Münsterben és Osnabrückben. A Habsburgoknak el kellett ismerniük a Holland Egyesült Tartományok és Svájc függetlenségét, Svédország megszerezte a Balti-tenger német partvidékét, Franciaország megkapta Elzászt, Metzet és Verdunt. Az 1555-ös augsburgi vallásbéke immáron kiterjedt a reformátusokra is. A háború kirobbantásában egyedüli bűnbakká megtett Pfalz helyett Bajorország lett a Német–római Császárság nyolcadik választófejedelemsége. Maga a császárság formálisan fennmaradt, de egységesen működő birodalomként gyakorlatilag megszűnt létezni, inkább körülbelül háromszáz kisebb-nagyobb fejedelemség laza szövetségének lehetett tekinteni. A fejedelmek jogot kaptak az önálló külpolitikára, viszont a törvényhozás és a császár külpolitikai döntései a birodalmi gyűlés jóváhagyásától függtek, ahol egyhangúlag kellett volna dönteni, ami az érdekellentétek miatt jobbára lehetetlennek bizonyult, így a birodalmi gyűlés döntésképtelenné vált.
A vesztfáliai békeszerződések révén a legelőnytelenebb helyzetbe maga a birodalom került, ám Ferdinánd saját országaiban nem kényszerült engedményeket tenni. Sőt, az osztrák és cseh tartományokban felszámolta a rendiséget, amivel megvetette az abszolutizmus kiépítésének alapjait.

## 1648 után
1648 októbere III. Ferdinándnak nemcsak hatalom- és területvesztést, hanem országgyarapodást is hozott. Október 11-én meghalt I. Rákóczi György, így a linzi szerződés értelmében csak Szabolcs és Szatmár megye maradt az új fejedelem, II. Rákóczi György birtokában, a többi öt (Borsod, Abaúj, Zemplén, Bereg és Ugocsa) visszatért az anyaország kebelébe. A vesztfáliai béke után azonban a török Magyarországról történő kiűzését célzó háború, melyet Erdélyen kívül más érintett országok is támogattak volna, Zrínyi Miklós és a magyar főnemesek várakozása ellenére nem indult meg.

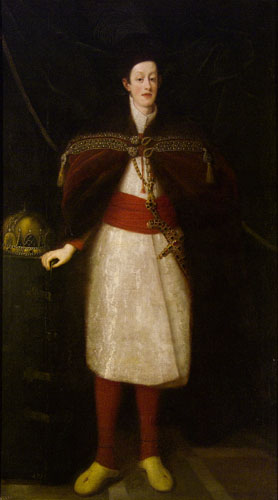
III. Ferdinánd a magyar Szent Koronával

Ferdinánd a békeévekben reform keretében kidolgozta a legfelsőbb birodalmi törvényszék és a birodalmi udvari tanács tevékenységét, melyet az 1653–54. évi regensburgi birodalmi gyűlésen elfogadtatott. A legidősebb fiát, IV. Ferdinándot is sikerült német-római királlyá választatnia, aki már 1646 óta Csehország, 1647-től pedig Magyarország királya is volt. A császárt viszont az állandó birodalmi hadsereg megszervezésének ügyében kudarc érte, mivel a birodalmi gyűlés, elsősorban anyagi okokra hivatkozva, nem támogatta a javaslatát. Az elutasításban valószínűleg szerepe volt annak a jogos félelemnek, hogy az állandó hadsereget a császár esetleg egy akaratának ellenszegülő tartománnyal vagy tartományokkal szemben veti be.

## A trónöröklés kérdése
III. Ferdinándot 1654 júliusában nagy tragédia érte: az óvintézkedések ellenére IV. Ferdinánd, a huszonegy éves trónörökös himlőjárvány áldozata lett. A császárnak még két fia volt, az 1646-ban elhunyt első feleségétől, Mária Annától Lipót főherceg, és második feleségétől, a már szintén elhunyt Tiroli Mária Leopoldinától Károly József főherceg. A választás annak ellenére egyértelmű volt, hogy Lipót papi tanulmányokat folytatott, hiszen ő tizennégy, míg öccse ötéves volt ekkor. 1655-ben a császárnak sikerült Lipótot magyar, majd 1656-ban cseh királlyá választatnia, ám a birodalmi rendeken nem tudta keresztülvinni akaratát (régi álmuk volt a császároknak, hogy a birodalomban közjogi állásukat (trónjukat) örökletessé tegyék de ez egyiküknek sem sikerült), s a magyar országgyűlés sem egyezett bele, hogy a Habsburgok számára örökletessé tegye a magyar trónt. Érdekesség, hogy az udvar ekkor kísérletet tett az örökösödési rend rögzítésére (a Habsburg családon belüli választójoga volt a rendeknek, nem általános választójoga! ugyanis az 1547. évi V. tc. kimondta a Habsburgok jogát a trónra), s a nádornak (gróf Wesselényi Ferencnek) levelet küldtek (névtelenül) hogy a rendek királyválasztó joga csupán képzelt, nem létező jog (valóban csak a családon belüli választásra korlátozódott, de ettől létezett), s nem hajlandó-e lemondani róla, mondván most még előnyösen és önként megteheti, mert a török kiűzésével mindenképp elveszti azt. Wesselényi felolvasta az országgyűlésen, s óriási felháborodás volt a fogadtatása. Ekkor az udvar látva az elégedetlenséget, nem tett komolyabb kísérletet az örökös királyság elfogadtatására.

## Utolsó évei
Ferdinánd utolsó éveit harmadik felesége, a fiatal, de művelt és jámbor Gonzaga Eleonóra mantovai hercegnő és az általa még inkább felerősödött itáliai kultúra iránti vonzalom aranyozta be. A hercegnőtől – aki ugyanazt a nevet viselte, mint Ferdinánd mostohaanyja – négy gyermeke született, akik közül két leány érte meg a felnőttkort. III. Ferdinándot 1657. április 2-án érte a halál Bécsben. A Habsburgok hagyományos temetkezőhelyén, a kapucinusok bécsi templomának kriptájában (Kaisergruft) temették el.

## Házasságai és gyermekei

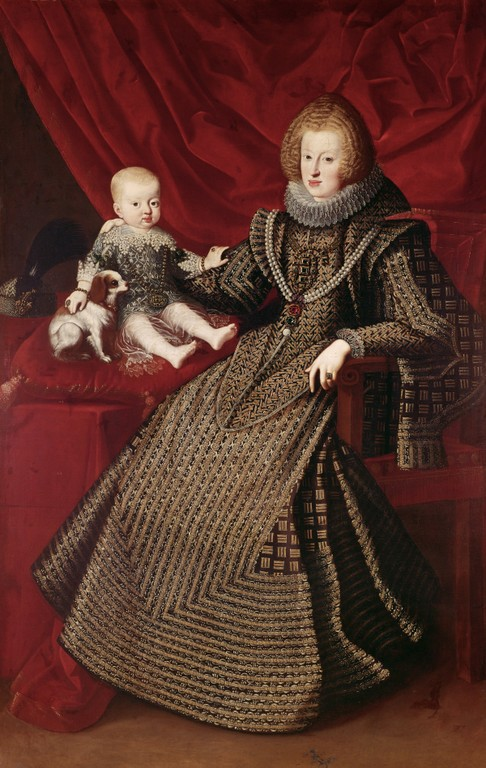
Ferdinánd első felesége, Ausztriai Mária Anna császárné elsőszülött gyermekükkel, Ferdinánd főherceggel

Ferdinánd háromszor nősült, és a három házasságából összesen hat gyermeke érte meg a felnőttkort. Első felesége a Habsburg-ház spanyol ágából származó Mária Anna spanyol és portugál infánsnő, egyben első-unokatestvére volt. Mária Anna III. Fülöp spanyol és portugál király (szintén rokona) és Ausztriai Margit főhercegnő (Ferdinánd apai nagynénjének) volt a második legidősebb leánygyermeke. Kettőjük házasságára 1631. február 20-án került sor Bécset. Kapcsolatukból összesen hat gyermek született, amelyek közül három érte meg a felnőttkort, Mária Anna császárkirályné maga pedig utolsó gyermekük születésébe halt bele, gyermekágyi lázba.
- IV. Ferdinánd német király (1633. szeptember 8. – 1654. július 9.), apja még életében cseh, magyar és német királlyá koronáztatta, ám fiatalon, húsz éves éves korában meghalt himlő következtében, így nem léphetett apja örökébe a Német-római Birodalom trónján. Nem házasodott és nem születtek gyermekei.
- Mária Anna spanyol királyné (1634. december 23. – 1696. május 16.), 1649-ben ment hozzá anyai nagybátyjához, IV. Fülöp spanyol és portugál királyhoz, akitől három gyermeke is megérte a felnőttkort. Hitvese halálát követően és fia, II. Károly kiskorúsága idején ő kormányozta a Spanyol Birodalmat.
- Fülöp Ágost főherceg (1637. július 15. – 1639. június 22.), gyermekként meghalt.
- Miksa Tamás főherceg (1638. december 21. – 1639. június 29.), kiskorában elhunyt.
- I. Lipót német-római császár (1640. június 9. – 1705. május 5.), fivére után koronázták német, magyar és cseh királlyá, majd apja halálát követően német–római császárrá választották. Közel negyvenhét éven át tartó regnálásával a Habsburg-ház leghosszabb ideig uralkodó monarchiája lett. Háromszor házasodott és számos leszármazottja született, ő volt Mária Terézia osztrák uralkodónő nagyapja.
- Mária főhercegnő (1646. május 13.), születése napján meghalt.

Második felesége a Habsburg-ház tiroli ágából származó Ausztriai Mária Leopoldina főhercegnő, szintén első-unokatestvére volt. Mária Leopoldina V. Lipót osztrák főherceg és tiroli gróf (Ferdinánd apai nagybátyja) és Claudia de’ Medici toszkánai nagyhercegnő legfiatalabb leánygyermeke volt. Házasságukra Linzben került sor 1648. július 2-án. Összesen egy fiuk született, mert Mária Leopoldina az első szülését követően – Ferdinánd első feleségéhez, Mária Anna császárnéhoz hasonlóan –, gyermekágyi lázban elhunyt 1649. augusztus 7-én, a szülés napján. Egy szem fiúgyermekük:
- Károly József főherceg (1649. augusztus 7. – 1664. január 27.), később az olmützi, a passaui és a boroszlói püspöki, valamint a Német Lovagrend 47. nagymestere cím birtokosa lett. Fiatalon, tizennégy éves korában hunyt el. Nem házasodott meg és nem születtek gyermekei.

Harmadik felesége az itáliai Gonzaga-családból származó Gonzaga Eleonóra Magdolna hercegnő volt. Eleonóra II. Károly neversi herceg és Gonzaga Mária, Montferrat hercegnőjének legfiatalabb leánygyermeke volt. A házasságukra 1651. április 30-án került sor Bécsújhelyen. Összesen négy gyermekük született, amelyek közül két leány érte meg a felnőttkort:
- Terézia Mária Jozefa főhercegnő (1652. március 27. – 1653. július 26.), gyermekként meghalt.
- Eleonóra Mária Jozefa főhercegnő (1653. május 21. – 1697. december 17.), elsőként Michał Korybut Wiśniowiecki lengyel király, majd V. Károly lotaringiai herceg felesége lett. Gyermekei csak második házasságából születtek. Ő volt Mária Terézia férjének, Lotaringiai Ferenc István császárnak az apai nagyanyja.
- Mária Anna Jozefa főhercegnő (1654. december 30. – 1689. április 14.), hozzáment János Vilmos pfalzi választófejedelemhez.
- Ferdinánd József Alois főherceg (1657. február 11. – 1658. június 16.), gyermekként meghalt.

## Titulusai

### Címei
Örökös címei:
- Ausztria főhercege
- Habsburg fejedelmi grófja
- Német, magyar és cseh királyi herceg

Magyarország királya mint III. Ferdinánd: 1637. február 15. – 1657. április 2.
- Horvátország, Dalmátország, Szlavonország, Ráma, Szerbország, Galícia, Lodoméria, Kunország, Bolgárország királya

koronázása: Nagyboldogasszony-templom, Sopron, 1625. december 8.
Csehország királya mint III. Ferdinánd: 1637. február 15. – 1657. április 2.
koronázása: Szent Vitus-székesegyház, Prága, 1627. november 27.
A Szent Német-római Birodalom császára mint III. Ferdinánd: 1637. február 15. – 1657. április 2.
- Német király: 1636. december 22. – 1657. április 2.

koronázása: Szent Péter-katedrális, Regensburg, 1636. december 22.
Ausztria uralkodó főhercege mint IV. Ferdinánd: 1637. február 15. – 1657. április 2.

### Címerei
|                                                     |                                                                    |                                                       |
| Ferdinánd címere mint a rómaiak királya (1636–1657) | Ferdinánd aranypajzsos címere mint német-római császár (1637–1657) | Ferdinánd címere mint német-római császár (1637–1657) |

## Emlékezete
Carrarai márványból faragott életnagyságú szobrát felállították a Hadvezérek csarnokában, a bécsi Hadtörténeti Múzeumban.